# Oase

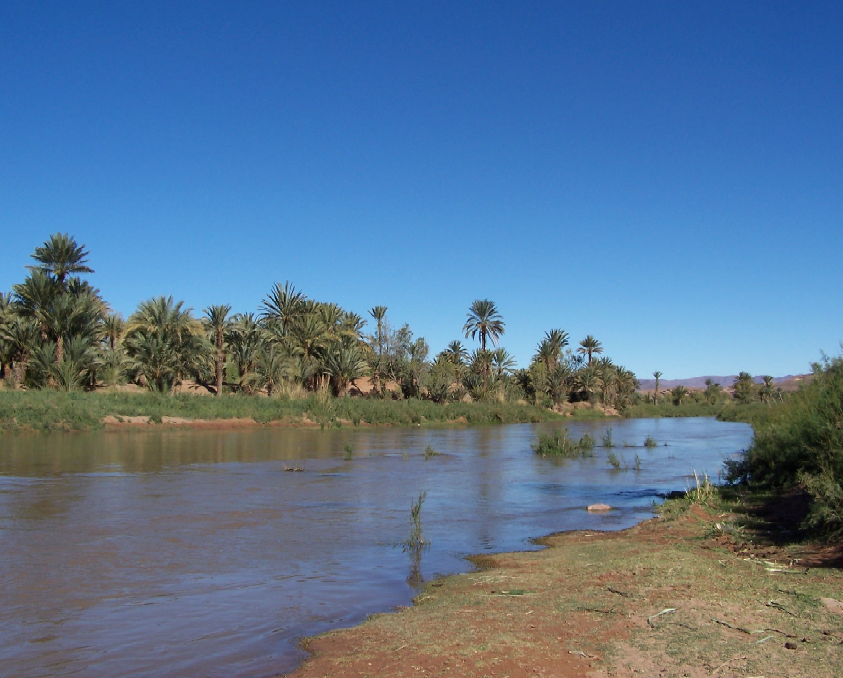
De Dra-oase in Marokko

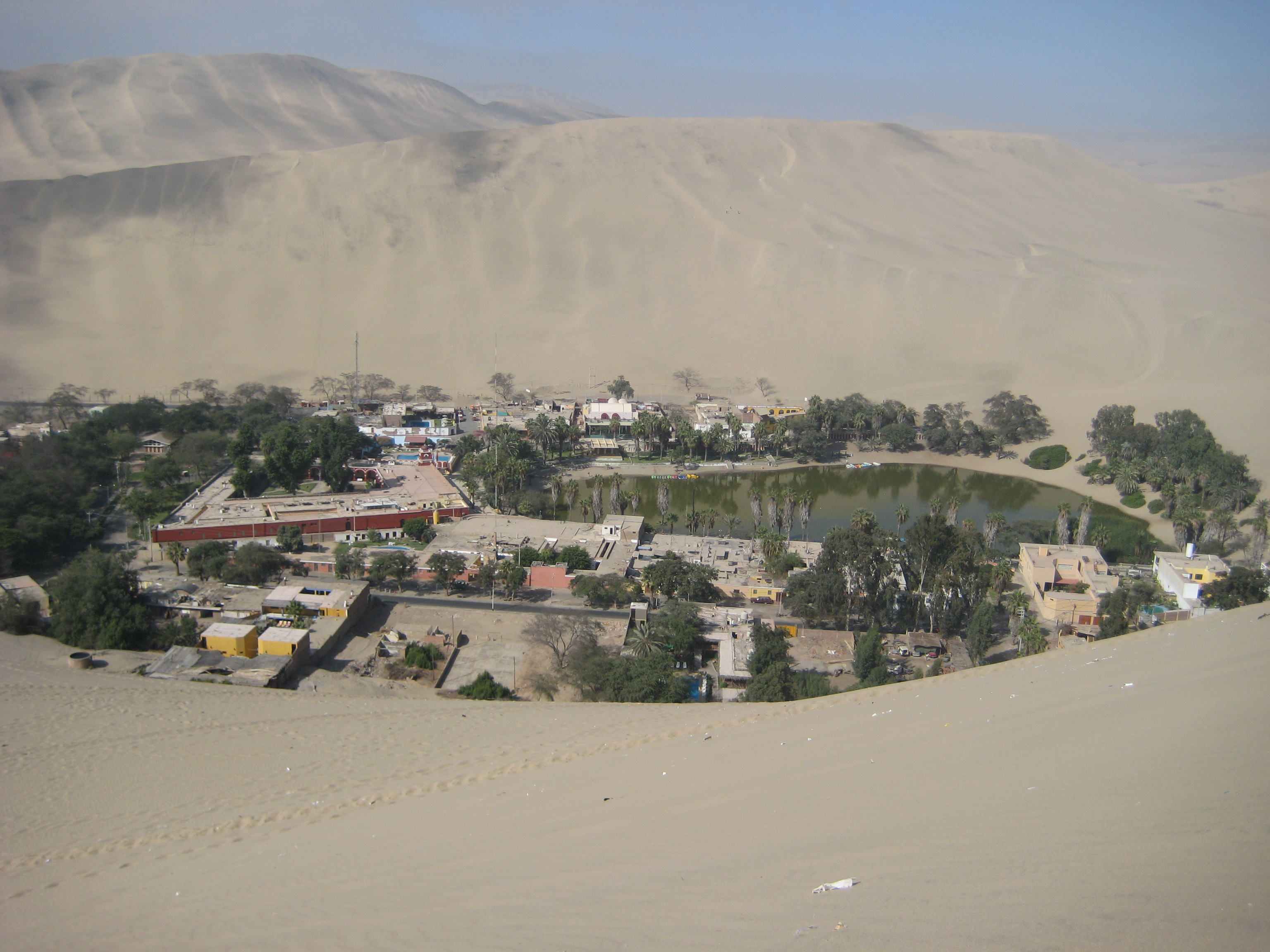
Huacachina in Peru

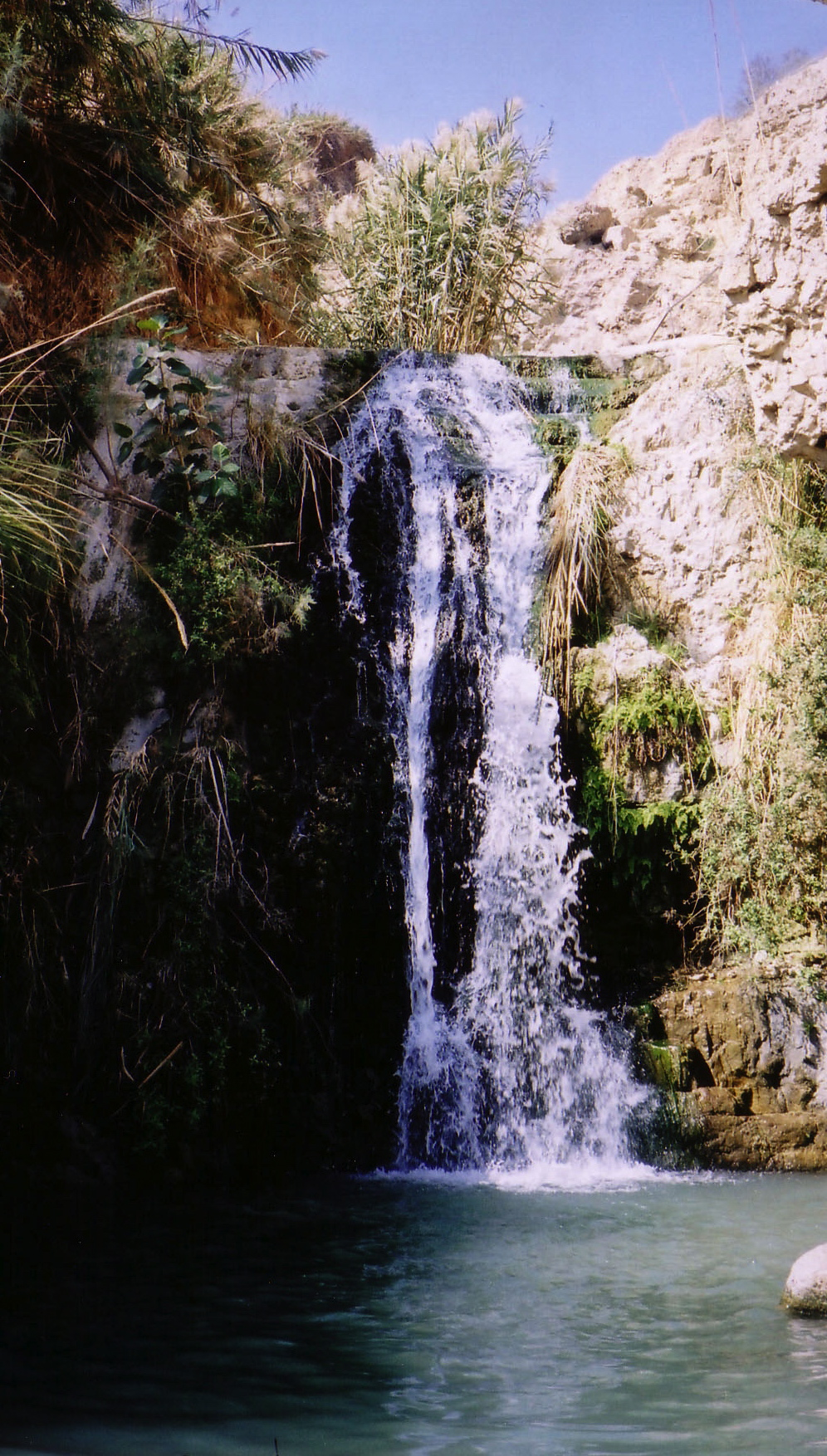
De David-waterval in Israël

Een oase is een geïsoleerde plaats met water en vegetatie in de woestijn waar landbouw mogelijk is dankzij de aanwezigheid van water dat afkomstig is van een ondergrondse bron.

## Onderverdeling
De toegang tot het water kan op verschillende manieren worden bewerkstelligd. Daarom is er een onderverdeling in soorten oasen gemaakt:
1. Rivieroasen. Het land aan weerszijden van een rivier wordt bevloeid met behulp van kanalen en zijkanalen, die bovenstrooms water aftappen en onder een klein verval naar de landbouwgrond leiden.
2. Grondwateroasen. Water wordt met onderaardse kanalen (khettara, foggara, qanat) uit hoger gelegen gebieden aangevoerd. Waar het water aan de oppervlakte komt wordt het land bevloeid. Een andere vorm van een grondwateroase is een ghout. Hierbij wordt een groot gat in de grond gegraven, tot aan het grondwater. Met het water daaruit worden vervolgens gewassen bevloeid.
3. Artesische bronoasen. Bij een natuurlijke bron wordt het uittredende water gebruikt om land te bevloeien.
4. Aquiferoasen. Het fossiele water uit een diepe waterhoudende laag wordt aangeboord en gebruikt om land te irrigeren. Dit gebeurt vanuit een centraal punt, zodat het geïrrigeerde terrein cirkelvormig is. Een groot nadeel is de eindigheid van deze bron: het water in de aquifer wordt niet of zeer langzaam aangevuld.

## Teloorgang van de oasen
Sinds de jaren 1970 gaat het steeds slechter met de oasen. Waren het eens bloeiende culturen en rijke centra van handel, tegenwoordig lijden de oasen onder problemen met het milieu en sociaal-economische problemen: 
1. De oude karavaanroutes, waarmee oasen veel van hun handel dreven, worden steeds minder gebruikt, zodat de kruispuntfunctie verloren gaat en inkomsten teruglopen.
2. De droogte neemt toe, het fossiele water raakt uitgeput en de woestijn rukt op: klimaatverslechtering.
3. De achteruitgang van de voor oasen zo typische dadelpalm als hoofdcultuur door verandering van eetgewoonten en door Bayoud, een plantenziekte.
4. Door toenemende openlegging van de oasen aan westerse gewoonten en betere gezondheidszorg groeit de bevolking en neemt druk op de grond toe.
5. Verdere druk op de grond door vestiging in de oasen van nomadenvolken uit het omliggende gebied.
6. Aanleg van stuwdammen en andere waterwerken heeft in omliggende gebieden een negatieve invloed op de grondwaterspiegel, waar meer traditionele systemen als de qanat van afhankelijk zijn

## Voorbeelden van oasen
- Het Nijldal in Oost-Afrika
- Draa en Tafilalt in Marokko
- Tozeur en Douz in Tunesië
- Palmyra in Syrië
- Ein Gedi (Hebreeuws: עין גדי) in Israël